# Natalija Gros
Natalija Gros, slovenska športna plezalka, * 29. november 1984, Kranj.
Natalija je s plezanjem pričela pri desetih letih ko se je vpisala v plezalni krožek. Že na svojem prvem tekmovanju v kategoriji cicibank je osvojila 4. mesto, zmage na državnih prvenstvih pa so se začele dve leti kasneje.
V mladinski karieri je osvojila tri naslove svetovne mladinske prvakinje svetovne mladinske prvakinje, leta 1999 v Courmayerju (ITA), leta 2000 v Amsterdamu (NIZ), ter leta 2002 v mestu Canteleu (FRA) ter dva naslova vice svetovne mladinske prvakinje leta 1998 v Moskvi (RUS) ter leta 2001 v Imstu v Avstriji.  
Leta 2001 je prvič nastopila v članski konkurenci, kjer je že na prvi tekmi v francoskem Chamonix-u osvojila peto mesto. Prvo medaljo v članski konkurenci je osvojila leto kasneje v italijanskem Bolzanu, sezono 2002 pa končala z drugim mestom na domači tekmi svetovnega pokala v Kranju. Sledilo je leto počitka, ki ga je Natalija izkoristila za maturitetne obveznosti, počitek in vpis na fakulteto za šport. Konec sezone 2003, ko nihče ni resno računal na njeno vrnitev, pa se je pojavila na zadnji tekmi državnega prvenstva in zmagala. V sezoni 2004 je na prvi tekmi svetovnega pokala nepričakovano in prvič postala zmagovalka tekme za svetovni pokal. V isti sezoni je osvojila naslov evropske podprvakinje v italijanskem Leccu, sezono pa zaključila s 3. mestom v skupni razvrstitvi svetovnega pokala v težavnosti. 
Leto 2005 je bilo v znamenju srebrne medalje svetovnih iger svetovnih iger v Duisburgu, v Nemčiji, leta 2006 pa je začela tekmovati in nabirati izkušnje tudi na tekmah svetovnega pokala v balvanskem plezanju, kjer je leta 2007 osvojila dve zmagi v svetovnem pokalu v Griendelwaldu v Švici ter v italijanski Fieri di Primiero. Leto 2007 je zaključila s skupno zmago svetovnega pokala v kombinaciji ter 3. mestov v skupni razvrstitvi svetovnega pokala v balvanskem plezanju.
Leta 2008 je osvojila rezultat kariere, ko je v Parizu, v dvorani Bercy, postala evropska prvakinja v balvanskem plezanju in kombinaciji. Leta 2009 je osvojila naslov vice evropske prvakinje v kombinaciji v avstrijskem Imstu ter osvojila skupno 4. mesto v skupni razvrstitvi svetovnega pokala v balvanskem plezanju. Leta 2010 je posegla po več medaljah iz tekem za svetovni pokal, leta 2011 pa na svetovnem prvenstvu v Arcu zaključila svojo športno kariero s 5. mestom v skupni razvrstitvi svetovnega prvenstva v kombinaciji. Njen trener je bil Aleš Jenstrle.
Konec leta 2007 je s fotografom in režiserjem Juretom Breceljnikom (1974-2015), ki je kasneje postal njen življenjski sopotnik ter oče njune hčerke Ele Breceljnik, začela snemati svoj prvi dokumentarni film Chalk & Chocolate (Magnezij in Čokolada), ki je bil leta 2009 premierno prikazan na Gorniškem filmskem festivalu in zmagal v kategoriji za najboljši plezalni film. V njem je pred filmsko kamero premagala svojo najtežjo smer v naravnem plezališču, v Mišji peči, Histerija, ocenjeno z 8c+. Leta 2008 je bil to dosežek, ki so ga takrat pred njo uspele preplezati le še tri ženske. Dve leti kasneje pa je z Breceljnikom posnela še svoj drugi dokumentarni film New dimension (Nova dimenzija) ter kratek filmček Le tango vertical (Vertikalni tango), prav tako leta 2009.
Skupaj z Martino Čufar in Alešem Jensterletom je leta 2006 kot soavtorica izdala knjigo Z glavo in srcem do vrha : celosten pogled na psihično pripravo športnega plezalca (COBISS), leta 2016 pa je diplomirala na Fakulteti za šport z naslovom Sodobni trendi priprave športnega plezalca (COBISS).
Po športni karieri je nekaj časa posvetila tudi učenju plezanja ter treniranju otrok tekmovalcev ter se preizkusila v ličenju in plesu. Leta 2015 je rodila hčerko Elo, istega leta pa je nenadoma umrl njen partner, režiser Jure Breceljnik. Med spanjem ga je pri 41ih letih doletela možganska kap. Natalija je prevzela njegovo produkcijsko podjetje in njemu v čast in spomin, skupaj s filmsko ekipo dokončala vse njegove dokumentarne filmske projekte. S hčerko Elo Breceljnik živita v Ljubljani.
S plesalcem Miho Peratom je zmagala v 2. sezoni šova Zvezde plešejo (2018). 
Natalija je od aprila 2018 v intimni zvezi s slovenskim igralcem in sotekmovalcem plesnega šova Zvezde plešejo Rokom Kunaverjem.

## Športna kariera

### Najboljši športni dosežki
- svetovna mladinska prvakinja 1999, 2000 in 2002
- svetovna mladinska podprvakinja 1998 in 2001
- evropska podprvakinja v težavnostem plezanju 2004
- 3. mesto v skupni razvrstitvi svetovnega pokala, težavnost 2004
- 2. mesto na svetovnih igrah 2005
- 1. mesto v skupni razvrstitvi svetovnega pokala v kombinaciji 2007
- 3. mesto v skupni razvrstitvi svetovnega pokala v balvanskem plezanju 2007
- evropska prvakinja v kombinaciji 2008
- evropska prvakinja v balvanskem plezanju 2008
- 2. mesto na evropskem prvenstvu v kombinaciji 2009
- 5. mesto v kombinaciji svetovnega prvenstva 2011...

### Najboljši dosežki v skali
Natalija je na pogled največ preplezala 8a+ ter več smeri z oceno 8a, z rdečo piko pa vse do vključno 8c+ težavnosti.

#### Z rdečo piko
- Histerija, Mišja peč (8c+)
- Strelovod, Mišja peč (8c)
- Kaj ti je deklica?, Mišja peč (8b+)
- Missing link, Mišja peč (8b+)
- Chiquita, Mišja peč (8b)...

#### Na pogled
-  ? (8a+)
- Duft der frauen, Golšovo/Göltschach (8a)
- Sansibar, Golšovo/Göltschach (8a)...